# Saint-Ciers-sur-Bonnieure
Saint-Ciers-sur-Bonnieure – miejscowość i gmina we Francji, w regionie Nowa Akwitania, w departamencie Charente.
Według danych na rok 1990 gminę zamieszkiwało 240 osób, a gęstość zaludnienia wynosiła 23 osób/km² (wśród 1467 gmin regionu Poitou-Charentes Saint-Ciers-sur-Bonnieure plasuje się na 764. miejscu pod względem liczby ludności, natomiast pod względem powierzchni na miejscu 809.).